# سیرکتوه یکم
سیرکتوه یکم، یکی از شاهان ایلام و از خاندان اپرتی که در قرن ۲ پیش از میلاد، بر ایلام و انزان حکم می‌راند. وی پس از اته هوشو به حکومت ایلام رسید. وی همچنین به همراه سیموت ورتش و سیوه پلر هوهپک در دوره حمورابی مثلث حکومت ایلام را شکل داد. سیرکتوه سیاست ممعانت از استیلای بابل را در پیش گرفت که طبق الواح و اسناد ماری وی کاملاً مستقل بوده‌است ولی در نبرد با حمورابی کشته شد.